# Ludo Cox
Ludo Cox est un réalisateur belge de cinéma et de télévision.

## Œuvre
Sa production la plus connue pour la télévision est De Droomfabriek, diffusée de 1992 à 1997.
Son film de 1997 Oesje!, avec Chris Van den Durpel (dans le rôle de Kamiel Spiessens), Geena Lisa, Jaak Van Assche et Gert Jan Dröge, figure en septième position dans la liste des plus grands succès cinématographiques belges de tous les temps avec 670 609 spectateurs payants en salle.